# Мялицино
Мялицино — деревня в Кашинском городском округе Тверской области России. 

## География
Деревня находится в 14 км на северо-восток от города Кашина.

## История
В 1888 году архитектором К. К. Гельбигом построена каменная Покровская церковь с 3 престолами, метрические книги с 1780 года. 
В конце XIX — начале XX века село входило в состав Козьмодемьяновской волости Кашинского уезда Тверской губернии. 
С 1929 года деревня входила в состав Козьмодемьяновского сельсовета Кашинского района Кимрского округа Московской области, с 1935 года — в составе Калининской области, с 1994 года — в составе Козьмодемьяновского сельского округа, с 2005 года — в составе Шепелевского сельского поселения, с 2018 года — в составе Кашинского городского округа.

## Население
| 1859 | 1889 | 2002 | 2010 |
| ---- | ---- | ---- | ---- |
| 167  | ↗191 | ↘60  | ↘47  |